# عين فشخة

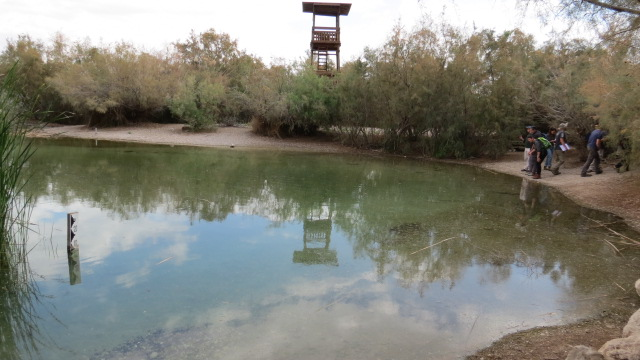
عين فشخة

عين الفشخة، والمعروفة أيضًا باسم "عينوت تسوكيم"، هي محمية طبيعية تقع على الشاطئ الغربي للبحر الميت، بالقرب من مدينة أريحا الفلسطينية. تتميز هذه المنطقة بوجود ينابيع مياه عذبة ومالحة.
تحتوي المحمية على مسارات مشي مفتوحة، برك مياه معدنية للسباحة، ومناطق مغلقة لحماية النباتات والحيوانات البرية. تنتشر فيها أنواع متعددة من الأشجار والنباتات التي تتحمل الملوحة، مثل الدفلى والبوص والنخيل. تُعد المحمية أيضًا منطقة هامة لحفظ الطيور.

## الموقع
تقع عين فشخة على الشاطئ الغربي للبحر الميت على مسافة 3 كم جنوبي قمران. تنبع مياه العين من جوف الأرض على مسافة قريبة من البحر الميت. وقد تحولت البقعة بفضل هذه العين إلى أرض زراعية استغلها الأسينيون للحصول على المواد الغذائية.

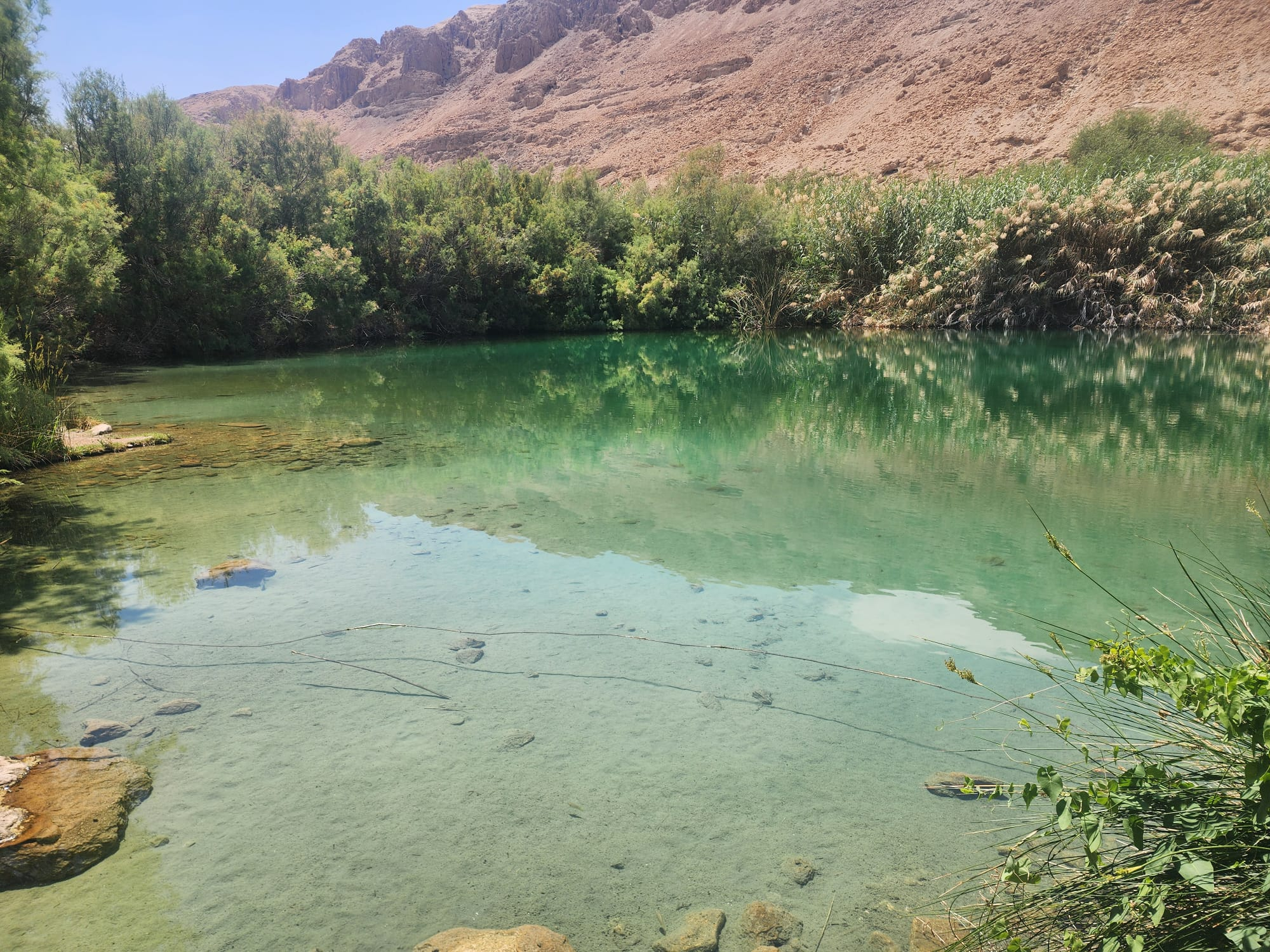
مستنقع ماء في عين الفشخة - النقب

تم تحويل منطقة عين الفشخة إلى محمية طبيعية، وهي شريط ضيق يمتد بين سلسلة الجبال الحادة شمال غرب البحر الميت والشاطئ الموازي للجبال على مسافة 15كم من مدينة أريحا.
المحمية منطقة رطبة وبها ينابيع عذبة ومالحة. تتكون المحمية الطبيعية من قسم مفتوح فيه مسارات للمشي ويضم جداول وبرك مياه معدنية للسباحة والإستشفاء. تنتشر في المحمية دفلى، بوص، نخيل وغيرها من الأشجار والنباتات التي تتحمل الملوحة وبالمحمية قسم مغلق أمام الزوار لحماية النباتات والحيوانات البرية وهي منطقة هامة لحفظ الطيور.

## المعالم الأثرية
وقد كشفت حفريات عالم الآثار الأب دى فو الدومنيكاني عن بناء رئيسي بمساحة 24×18م. تحيطه مجموعة من الغرف والمخازن وأحواض مياه وقنوات تصل بينها، ومدبغة للجلود لصنع الرق لكتابة المخطوطات.
ومنذ عام 1968 استولى كيبوتس كاليا اليهودي على منطقة عين الفشخة واستغلتها زراعياً وسياحياً وذلك لوفرة المياه العذبة فيها لزراعة النخيل في الأرض والمحيطة بالعين وتبلغ 10 هكتار.
‌